# Palais de Venise (Istanbul)
Le Palais de Venise ( en turc : Venedik Sarayı, en italien : Palazzo di Venezia) est un palais situé à Istanbul, en Turquie, siège du bailli vénitien et aujourd'hui résidence de l’ambassadeur d'Italie.

## Histoire
En 1853, le baron Karl von Bruck, dès son arrivée à Constantinople le 14 juin, initia la restauration du bâtiment. L’architecte Gaspare Fossati indique dans son rapport final du 31 décembre la dépense de 477 666 piastres ottomanes et 20 kuruş. Cette somme est partagée entre les architectes Gaspare Fossati et Giuseppe Fossati et le sculpteur Léon Parvillée pour ses œuvres en stuc et carton-pierre, le maître Percheron qui dore les stucs de la salle de bal et du salon impérial, le peintre Luigi Leoni qui peignit la fresque du plafond du salon impérial, l’entrée, la salle bleue, le salon de l’ambassadeur, la salle à manger et la chapelle, l’architecte Achille Bottazzi peignit à l’huile et biacca de Gênes le reste du palais, à l’exception des éléments peints en blanc mat, et le coût de diverses fournitures. Lors de la réception de la facture, le 14 janvier 1854, l’administrateur du palais, Peter von Klezl, justifie l’importance de ce chantier par le fait que le palais avait été construit 80 ans auparavant selon les moyens de l’époque. De plus, d’importantes transformations ont été réalisées.
S’ensuive des travaux commandés en 1887 par l’ambassadeur Heinrich von Calice, puis en 1908 par l’ambassadeur Johann von Pallavicini.
Avec la victoire sur l’Empire des Habsbourg pendant la Première Guerre mondiale, le 1er décembre 1918, le comte Carlo Sforza, haut-commissaire italien pour la mise en œuvre de l’armistice avec l’Empire ottoman, fit occuper le bâtiment par des mariniers italiens, revendiquant la propriété du palais. Ce n’est que le 27 mars 1919 que le Haut-Commissaire prend ses fonctions au Palais de Venise. À partir de cette date et jusqu’à aujourd'hui, le bâtiment reste la propriété de l’État italien.
La naissance de la République turque et le déplacement de la capitale à Ankara ont conduit à la délocalisation des missions diplomatiques et en 1936, la représentation italienne a déménagé dans la nouvelle capitale et le bâtiment est resté comme résidence officielle de l'ambassadeur lors de sa visite à Istanbul. Le bâtiment annexe abrite le consulat général d'Italie.